# Daniel Cuello
Daniel Cuello (Córdoba, 22 ottobre 1982) è un fumettista e illustratore italiano.

## Biografia
Nato nel 1982 a Córdoba in Argentina, nel 1990 si è trasferito con la famiglia in Italia. Ha dichiarato di essere un fumettista autodidatta e le sue opere, pubblicate in Italia dalla casa editrice BAO Publishing, sono tradotte anche in spagnolo. Ha collaborato con varie testate e case editrici come Baldini+Castoldi, Linus, Becco Giallo, DeAgostini, Longanesi, Treccani, Jacobin Italia, Corriere della sera e molte altre.
È molto attivo sui social, dove da diversi anni pubblica illustrazioni, vignette e racconti brevi. Il suo primo romanzo grafico, Residenza Arcadia, edito da BAO Publishing nel 2017, ottiene un enorme successo di pubblico e di critica.
Nel 2018, sempre per BAO, pubblica Guardati dal beluga magico una raccolta di strisce già pubblicate online. La particolarità di questo albo si trova nel fatto che le strisce, inserite con un ordine preciso, si integrano con una storia inedita.
Nel 2019 pubblica il suo secondo romanzo grafico, Mercedes, che vince il premio di Miglior fumetto italiano al Napoli Comicon 2020.
Nel 2020 durante la pandemia, insieme ad altri fumettisti ed illustratori italiani, collabora al progetto ideato da ARF! COme VIte Distanti: si tratta di un fumetto pubblicato inizialmente online, contenente un'unica storia scritta a più mani, una tavola a testa. Il fumetto verrà poi pubblicato in formato cartaceo, e il ricavato del volume sarà devoluto all’Istituto Nazionale per le Malattie Infettive "Lazzaro Spallanzani".
Nel 2022 esce Le buone maniere, vincitore del Gran Premio Romics del fumetto al Romics 2023.
Nel 2024 è la volta di Piovono corvi, che viene presentato al Lucca Comics and Games 2024.

## Opere

### Graphic Novel
- 2017 - Residenza Arcadia
- 2019 - Mercedes
- 2022 - Le buone maniere
- 2024 - Piovono corvi

### Raccolte di vignette e illustrazioni
- 2018 - Guardati dal beluga magico

## Riconoscimenti
- Mercedes
  - Vincitore nella categoria Miglior fumetto italiano al Napoli Comicon 2020
- Le Buone Maniere
  - Vincitore del Gran Premio Romics del fumetto al Romics 2023